# Integrierte Gesamtschule Kaufungen
Die Integrierte Gesamtschule Kaufungen (eigene Schreibweise: IGS Kaufungen) ist eine Gesamtschule in der hessischen Gemeinde Kaufungen bei Kassel. Als Regelschule der Sekundarstufe I (Jahrgänge 5 bis 10) besteht die Integrierte Gesamtschule seit dem Jahr 1968.

## Geschichte
Die Integrierte Gesamtschule Kaufungen wurde 1968 gegründet. Sie arbeitet im Schulverbund mit den zugeordneten Grundschulen der Ortsteile Nieder- und Oberkaufungen, sowie mit den Grundschulen in Helsa, Helsa-Eschenstruth und Nieste zusammen. Zum Übergang in die Sekundarstufe II kooperiert die Schule mit der Kassler Herderschule und der beruflichen Friedrich-List-Schule Kassel. Seit 2016 ist Christine Saure Schulleiterin.
2011 wurde das mit PCB belastete alte Unterrichtsgebäude abgerissen. 2012 wurde das neue Gebäude eingeweiht. Das neue Gebäude folgt dabei der Struktur einer Teamschule, bietet großzügigen Platz in den Klassenräumen und Fluren und besitzt eigene Differenzierungsräume. Somit spiegelt die Architektur die neue pädagogische Ausrichtung. Nach einer Brandstiftung im Juli 2019 musste der Physiktrakt der IGS für 500.000 Euro komplett erneuert werden.

## Schulkonzept
Die IGS Kaufungen bietet die Bildungsgänge der Haupt- und Realschule sowie die sechsjährige Mittelstufe des gymnasialen Bildungsgangs an. Die Schüler lernen von der 5. bis zur 7. Jahrgangsstufe in einer festen Lerngruppe. Ab der Jahrgangsstufe 7 erfolgt eine Kursdifferenzierung in Erweiterungs- und Grundkurse (kurz: E und G). Ab diesem Zeitpunkt werden die Schüler auf zwei unterschiedlichen Anspruchsniveaus unterrichtet.

## Schülerzeitung
Die Schülerzeitung Der Spatenstecher des Wahlpflichtkurses Schulzeitung erscheint seit 2010 nur noch Online und wird nicht mehr gedruckt.